# 喬·哈利戴
喬·哈利戴（英語：Jon Halliday，1939年6月28日—），出生於愛爾蘭的都柏林，俄國歷史專家。畢業於英國牛津大學，曾任伦敦国王学院客座研究員。通曉多國文字、語言，著作頗豐。中國作家張戎是他的妻子，定居於英國諾汀山（Notting Hill），兩人合著《毛澤東：鮮為人知的故事》。